# Квінт Емілій Лает
Квінт Емілій Лает (помер 193 р.) — голова римської імперської охоронної служби, відомої як Преторіанська гвардія, з 191 р. до самої смерті 193 р. 

## Життєпис
Став префектом преторія після смерті своїх попередників Регілла та Луція Юлія Вегілія Грата Юліана за призначенням імператора Коммода. Прізвище Квента говорить про те, що його сім'я отримала римське громадянство від Марка Емілія Лепіда.
Коли на початку 190-х років поведінка Коммода стала нестерпною, Лаета звинуватили в змові, яка призвела до вбивства імператора 31 грудня 192 року. Її було сплановано задля посідання престолу  головою міста Публієм Гелвієм Пертинаксом, але вбивство непередбачувано започаткувало період громадянської війни, відомий як рік п’яти імператорів, під час якого у Римській імперії змінилось п'ять різних претендентів на імперську владу. Рік розпочався недовготривалим правлінням Пертинакса та Дідія Юліана, а потім вибухнув повномасштабною війною між полководцями Песценнієм Нігером, Клодієм Альбіном та Септимієм Севером.
Хоча сам Лает був відповідальний за досяжність Пертинакса до престолу, більшість преторіанської гвардії виступила проти його правління, змусивши Пертинакса забезпечити їм фінансову підтримку. Однак, коли йому вдалося виплатити лише половину обіцяної суми, він був покинутий Лаетом і вбитий шахраями-преторіанцями. В одному з найсумнозвісніших епізодів у римській історії,  гвардієць провів аукціон і продав Імперію Дідію Юліану. У відповідь на це, армії Песценнія Нігерського, Клодія Альбіна та Септимія Севера повстали та рушили на Рим. Коли смерть винуватця виявилася неминучою, Дідій Юліан наказав стратити Лаета та змовників, які виступали проти Коммода, підозрюючи, що ті стануть на бік Севера.

## В іграх
- Лает з'являється у відеоіграх Playstation 2 2005 року, "Колізей: Дорога до свободи" . Спочатку він виступає в ролі охоронця коханки Коммодоса, але згодом стає головним героєм.